# Dal Simeto Al Tamigi Tour
Dal Simeto al Tamigi Tour è l'ottava tournée della cantautrice catanese Carmen Consoli, partita da Palermo il 9 maggio 2006.
Il tour si è svolto nei palazzetti italiani e nei club e locali europei e presenta l'album della cantautrice Eva contro Eva. La cantautrice e la sua band partirono in autobus da Palermo percorrendo tutta l'Italia fino a raggiungere le principali città europee, fermandosi due giorni nei luoghi toccati dal tour per conoscere le realtà sociali e culturali locali.
Caratteristica di questo spettacolo è il recupero di strumenti della tradizione e del riarrangiamento dei brani della cantautrice in chiave acustica e popolare.
Di questo tour nel 2008 è stato pubblicato un DVD intitolato Eva contro Eva.

## Date
- 9 maggio 2006 -  Italia Palermo
- 11 maggio 2006 -  Italia Catania
- 13 maggio 2006 -  Italia Napoli
- 15 maggio 2006 -  Italia Roma
- 17 maggio 2006 -  Italia Firenze
- 19 maggio 2006 -  Italia Bologna
- 22 maggio 2006 -  Italia Milano
- 25 maggio 2006 -  Spagna Madrid
- 27 maggio 2006 -  Spagna Barcellona
- 31 maggio 2006 -  Germania Berlino
- 1º giugno 2006 -  Paesi Bassi Amsterdam
- 2 giugno 2006 -  Lussemburgo Lussemburgo
- 3 giugno 2006 -  Svizzera Zurigo
- 6 giugno 2006 -  Francia Parigi
- 8 giugno 2006 -  Regno Unito Londra

## La scaletta
1. La bellezza delle cose
2. Tutto su Eva
3. Signor Tentenna
4. Maria Catena
5. Matilde odiava i gatti
6. Fiori d'arancio
7. Il pendio dell'abbandono
8. Sulle rive di Morfeo
9. La dolce attesa
10. Sentivo l'odore
11. Il sorriso di Atlantide
12. Pioggia d'aprile
13. Parole di burro
14. Venere
15. L'ultimo bacio
16. Novembre'99
17. Besame Giuda
18. Fino all'ultimo
19. Confusa e felice
20. Ciuri di campo (da una poesia di Peppino Impastato)
21. Autunno dolciastro
22. In bianco e nero

## Band
| Strumento                                            | Nome Musicista     |
| ---------------------------------------------------- | ------------------ |
| voce, chitarra acustica                              | Carmen Consoli     |
| chitarra acustica, mandolino, bouzuki, mandoloncello | Massimo Roccaforte |
| chitarra acustica, banjo                             | Santi Pulvirenti   |
| contrabbasso                                         | Leandro Misuriello |
| batteria, percussioni                                | Puccio Panettieri  |